# 艾泰
艾泰，是匈牙利科马罗姆-埃斯泰尔戈姆州所辖的一个村。总面积20.61平方公里，总人口572，人口密度27.8人/平方公里（2011年1月1日）。